# Chaetonotus acanthocephalus
Chaetonotus acanthocephalus is een buikharige uit de familie Chaetonotidae. De wetenschappelijke naam van de soort werd in 1937 voor het eerst geldig gepubliceerd door Valkanov. De soort wordt nu in het ondergeslacht Primochaetus geplaatst.

## Synoniem
- Chaetonotus kisielewski Schwank, 1990[1]